# 1835 en journalisme
Cet article présente les faits marquants de l'année 1835 en journalisme.

## Évènements
- Création de l'Agence de presse Havas, alors nommée Agence des feuilles politiques[1].